# Měděný jezdec (socha)
Měděný jezdec (rusky Ме́дный вса́дник) je bronzová jezdecká socha Petra Velikého v Petrohradě, jejímž autorem je Étienne Maurice Falconet. Socha na Senátním náměstí byla odhalena v roce 1782 a s pracemi se začalo již roku 1766. Zadavatelkou byla carevna Kateřina Veliká. Podstavcem sochy je asi 1250 tun vážící Hromový kámen (rusky Гром-камень), který sem byl dovezen z ostrova Lachta a dodnes jde o největší kámen transportovaný lidmi na větší vzdálenost. Název socha získala díky stejnojmenné Puškinově básni. 